# 舎北駅
舎北駅（サブクえき）は、大韓民国江原特別自治道旌善郡にある、韓国鉄道公社太白線の駅である。

## 駅構造
- 島式ホーム1面2線の地上駅である。

## 歴史
- 1966年1月15日：開業[1]。

## 隣の駅
韓国鉄道公社
太白線
ミンドゥンサン駅 - 舎北駅 - 古汗駅